# كريستوفر ويليامز (عداء)
كريستوفر ويليامز (بالإنجليزية: Christopher Williams) مواليد 15 مارس 1972، هو عداء جامايكي متخصص في 200 متر. مثل بلاده في الأولمبياد وحصل على الميدالية الفضية. فاز بالميدالية الذهبية في دورة ألعاب الكومنولث.

## سجل المنافسة
| العام | المسابقة                                        | المكان                             | المركز | حدث           | ملاحظة |
| ----- | ----------------------------------------------- | ---------------------------------- | ------ | ------------- | ------ |
| 1999  | بطولة أمريكا الوسطى والكاريبي لألعاب القوى 1999 | بريدج تاون                         | 1      | 200 متر       |        |
| 1999  | دورة الألعاب الأمريكية 1999                     | وينيبيغ, كندا                      | 3      | 4x100 م تتابع |        |
| 2000  | الألعاب الأولمبية الصيفية 2000                  | سيدني, أستراليا                    | 3      |               |        |
| 2001  | بطولة العالم لألعاب القوى داخل الصالات 2001     | لشبونة, البرتغال                   | 4      | 200 متر       |        |
| 2001  | بطولة العالم لألعاب القوى 2001                  | إدمونتون, كندا                     | 2      | 200 متر       |        |
| 2001  | بطولة العالم لألعاب القوى 2001                  | إدمونتون, كندا                     | 2      | 4x400 م تتابع |        |
| 2002  | دورة ألعاب أمريكا الوسطى والكاريبي 2002         | سان سلفادور, السلفادور             | 2      | 200 متر       | 21.04  |
| 2003  | دورة الألعاب الأمريكية 2003                     | سانتو دومينغو, جمهورية الدومينيكان | 2      | 200 متر       |        |
| 2003  | بطولة أمريكا الوسطى والكاريبي لألعاب القوى 2003 | سانت جورجز, غرينادا                | 3      | 200 متر       |        |
| 2005  | نهائي ألعاب القوى العالمي 2005                  | مونت كارلو, موناكو                 | 2      | 200 متر       |        |
| 2006  | دورة ألعاب الكومنولث 2006                       | ملبورن, أستراليا                   | 3      |               |        |

## روابط خارجية
- كريستوفر ويليامز على موقع الاتحاد الدولي لألعاب القوى (الإنجليزية)
- كريستوفر ويليامز على موقع اللجنة الأولمبية الدولية (الإنجليزية)
- كريستوفر ويليامز على موقع أوليمبيديا (الإنجليزية)